# آسیاب‌آبی روستای تمین
آسیاب آبی روستای تمین مربوط به دوره قاجار است و در شهرستان زاهدان، بخش میرجاوه، روستای تمین واقع شده و این اثر در تاریخ ۲۷ مرداد ۱۳۸۲ با شمارهٔ ثبت ۹۵۵۶ به‌عنوان یکی از آثار ملی ایران به ثبت رسیده‌است.